# 251
El año 251 (CCLI) fue un año común comenzado en miércoles del calendario juliano, en vigor en aquella fecha.
En el Imperio romano el año fue nombrado como el del consulado de Trajano y Etrusco" o, menos comúnmente, como el 1004 Ab urbe condita, siendo su denominación como 251 posterior, de la Edad Media, al establecerse el Anno Domini.

## Acontecimientos

### Imperio romano
- El emperador Decio nombra a su hijo, Herenio Etrusco coemperador. Además comparten el consulado.
- 1 de julio: en la Moesia (actual provincia de Razgrad, en Bulgaria) los godos derrotan a los romanos en la Batalla de Abrito. mueren los emperadores Decio y Herenio Etrusco.
- 9 de julio: en Creta (Grecia, 35°30′N 25°30′E / 35.5, 25.5) sucede un terremoto de X grados en la escala de Mercalli. Se desconoce el número de muertos.[1]
- En Roma, Hostiliano, hijo de Decio, lo sucede, mientras que las tropas proclaman emperador a Treboniano Galo. Galo acepta a Hostiliano como coemperador, pero un estallido de peste golpea a la ciudad y mata al joven Hostiliano.
- En el Imperio romano comienza la Plaga de Cipriano, que durará quince años.
- Treboniano Galo concluye un tratado con los godos.
- En marzo, Cornelio sucede al papa Fabián como el vigésimo primer papa.

### Asia
- El rey sasánida, Sapor I, interviene en Armenia (251–254). y todas las personas murieran de hambre.

## Nacimientos
- Antonio el Grande, Santo cristiano.

## Fallecimientos
- Decio, emperador romano (muerto después de la Batalla de Abrito).
- Herenio Etrusco, emperador romano (muerto durante la Batalla de Abrito).
- Hostiliano, emperador romano (muere por la Peste de Roma).
- Orígenes (fecha aproximada).
- Sima Yi, estratega del Reino de Wei y rival de Zhuge Liang (n. 179).
- Zhen, emperatriz, esposa de Cao Fang.
- Tian Yu, general del Reino de Wei.